# 헐 노트
아메리카 합중국과 일본국 간의 협정의 기초 개요(영어: Outline of Proposed Basis for Agreement Between the United States and Japan, 일본어: 日米協定基礎概要案)는 일본 제국의 진주만 공격과 미국의 대일선전포고 이전에 미국 정부가 일본 제국에게 전달한 문서이다. 약칭으로 헐 노트(영어: Hull note)라고 부른다. 문서는 1941년 11월 26일, 미국 국무장관 코델 헐(Cordell Hull)이 일본의 주미대사 노무라 기치사부로(野村吉三郞)와 미일교섭 대사였던 구루스 사부로(来栖三郎)에게 전달하였으며, 사실상의 대일 최후통첩이었다. 주요 내용은 인도차이나 반도에서 일본군의 전면 철수, 중국 대륙에서 모든 이권 철회 및 3국 동맹 파기 등이 포함되어 있다.

## 배경

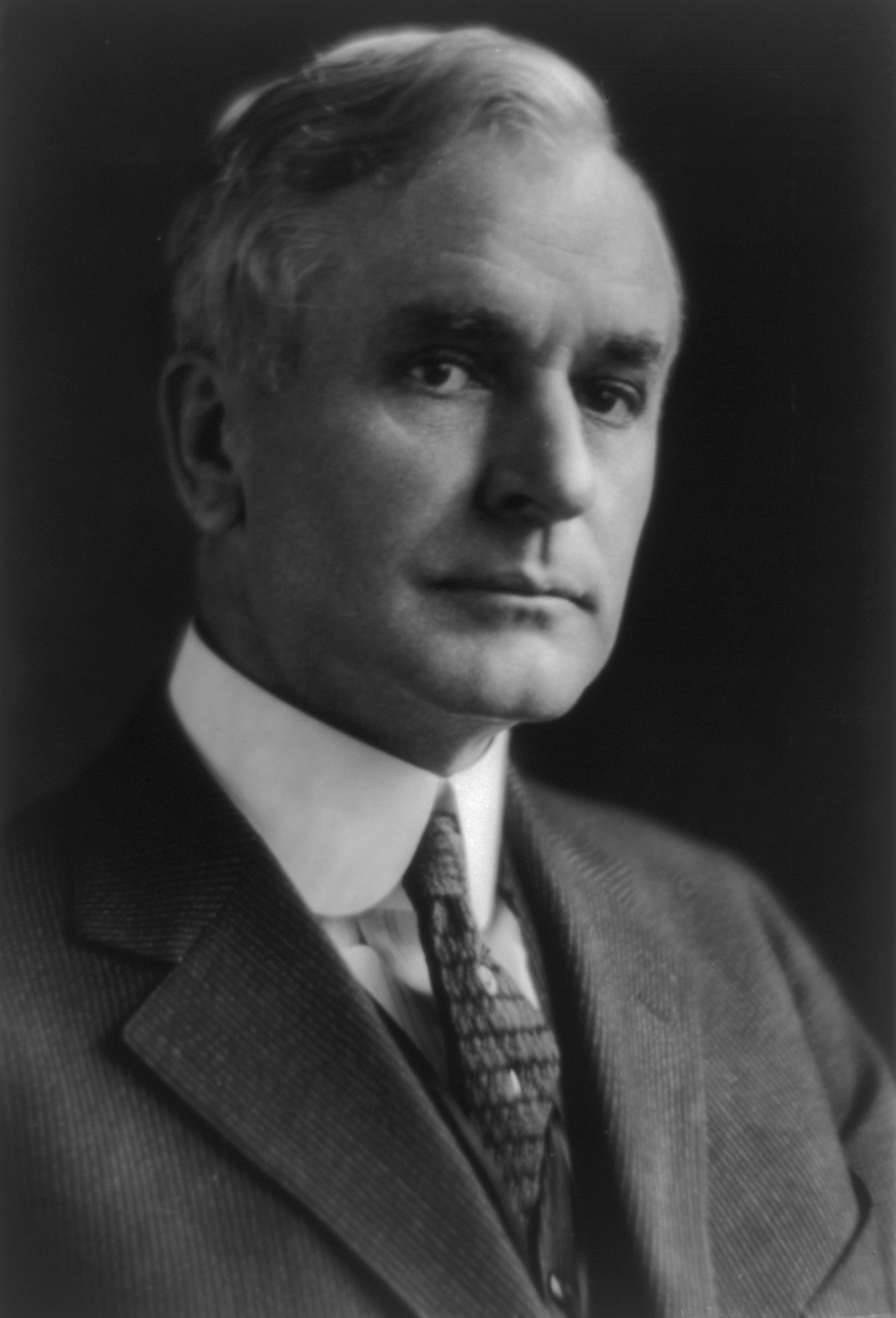
미국 국무장관 코델 헐

미국 정부는 일본에 의한 중국 침략(중일전쟁)을 반대하였고, 장제스의 중국 국민당 정부를 원조하였다. 1941년 7월, 일본군은 신사협정을 파기하고 프랑스령 인도차이나 반도 남부를 점령하였으며, 일본 폭격기가 영국령 말라야를 공격할 수 있는 캄보디아와 사이공으로 기지를 옮겼다. 그 결과, 미국 정부는 일본에 대하여 미국의 일본 자산의 동결과 대일 석유 수출 금지를 내용으로한 무역제재를 부과하였다.
1941년 11월 5일, 일본 정부는 어전회의에서 대미 교섭의 최후 시한을 11월 25일로 하고 그 때까지 협상이 이루어지지 않으면 12월 초에 미국 및 영국에 대하여 개전한다는 방침을 정한다. 주미대사 노무라 기치사부로는 미국 정부에 두가지 제안을 제시한다.
첫 번째 제안 A는 일본군의 부분 철수와 중일전쟁의 종료를 내용으로 하였으며, 1941년 11월 6일에 제시되었다. 미국 육군정보처는 일본의 외교 암호를 해독하고 있었으며, 제안 A가 실패할 경우에 후속 제안이 존재한다는 것을 알고 있었다. 1941년 11월 14일, 미국 정부는 시간을 끌다가 제안 A를 거부하였다.
1941년 11월 20일, 노무라는 제안 B를 제시하였다. 제안은 만약 미국 정부가 네덜란드령 동인도에서 일본의 자원 획득의 지원, 일본에 대한 충분한 석유의 제공, 동남아시아에서의 군사 배치의 중지(인도차이나 북부의 일본의 보강 제외), 중국 국민당에 대한 원조를 중지한다면 인도차이나 남부에서 일본군을 철수하겠다는 내용이었다. 미국 정부는 이같은 제안에 민간인에 대한 연료 공급을 포함한 반대 제안으로 고려하고 있었다. 그러나 대통령 프랭클린 D. 루스벨트는 일본군의 인도차이나에서의 작전 계획을 보고받고, 일본이 협상에 진지하지 않다고 확신하였다. 그는 국무장관 코델 헐에게 반대 제안을 제시하도록 지시하였다.

## 주요 내용
1. 다변적인 불가침조약의 체결을 위한 노력
2. 프랑스령 인도차이나의 영토 주권의 존중과 이에 관한 협정을 체결
3. 중국 및 인도차이나에서 일본의 육·해·공군 병력 및 경찰력 철수
4. 중화민국 국민정부 이외의 군사적·정치적·경제적인 지원의 금지
5. 중국에서의 일체의 치외법권의 포기
6. 합중국 및 일본국 간에 통상협정 체결을 위한 협의의 개시
7. 합중국에 있는 일본 자금 및 일본국에 있는 미국 자금에 대한 동결조치의 철회
8. 엔화와 달러 환율의 안정에 관한 협정과 자금 공여
9. 제3국과 체결하는 협정이 본 협정에 모순되게 해석되지 않도록 노력
10. 타국이 본 협정을 준수·적용하도록 노력

## 같이 보기
- 일본의 대미영 선전포고